# Silenka nadmutá
Silenka nadmutá (Silene vulgaris, také S. cucubalus, S. inflata) je víceletá bylina z čeledi hvozdíkovitých (silenkovitých). Roste především ve světlých lesích, na lesních okrajích, na mezích a osluněných stráních, často na chudých půdách. Své jméno dostala podle "nadmutého" kalicha.

## Popis
Vytrvalá bylina s přízemní růžicí kopinatých nebo vejčitých krátce řapíkatých listů. Lodyhy lysé, přímé nebo vystoupavé, 10-50 cm vysoké s kopinatými nebo eliptickými listy. Listy jsou celokrajné, lysé, dole krátce řapíkaté, nahoře přisedlé, sivě zelené, 2-6 cm dlouhé. Květenství z bohatých vidlanů, stopky květů dole delší než nahoře. Kvete v květnu až říjnu, květy jsou oboupohlavní, kalich nafoukle vejčitý, 12-15 mm dlouhý, lysý, síťovitě žilkovaný s pěti širokými zuby. Koruna bílá nebo narůžovělá, pětičetná s dvouklanými plátky bez pakorunky. Plod je vejčitě kulovitá tobolka, 8-10 mm dlouhá, se stopkou.

## Výskyt
Na sušších a slunečných pastvinách, mezích a vápencových skalách, ve světlých lesích a křovinách téměř po celé Evropě až do horského pásma.